# 피에르 콩스탕탱 다 실바
피에르 콩스탕탱 다 실바(Pierre Constantin da Silva, 1674년 4월 23일 ~ 1709년 2월 15일)는 1703년 2월 1일부터 1709년 2월 15일까지 콩고 왕국을 다스린 마니콩고이다.

## 생애
알바루 8세 군주의 서손자(庶孫子)이다. 알바루 8세 군주의 적차자(嫡次子)인 피에르 마뉘엘 페드루(Pierre Manuel Pedro, 1650~1731)의 슬하 9남 6녀(15남매) 가운데 서륙남(庶六男)으로 출생한 그는 친조부(親祖父)의 붕어(崩御) 이후 아버지 피에르 마뉘엘 페드루(Pierre Manuel Pedro)에서부터 2대에 걸쳐 왕위계승권 자체에서 멀어져 있던 시절에 자신의 사저(私邸)에서 요리사(料理師)로 활약하다가 훗날 1695년 12월 9일을 기하여 이복 서형 페드루 4세가 군주 보위 등극하자 1696년 5월 13일을 기하여 이복 서형 페드루 4세에게 왕태제(王太弟)로 책봉되었으며 훗날 1709년 2월 15일을 기하여 당시 57세의 사촌 형 주앙이 일으킨 궁정 내부 쿠데타로 인하여 결국 쿠데타군에게 향년 35세로 사살(암살)되었다. 결국 사촌 형 주앙은 주앙 2세 군주로 보위 등극하였다.